# 立石遺跡
座標: 北緯35度35分00.6秒 東経138度35分23.0秒 / 北緯35.583500度 東経138.589722度
立石遺跡（たていしいせき）は、山梨県甲府市上向山に所在する旧石器時代初頭から弥生時代、古墳時代にかけての複合遺跡。出土した遺物は山梨県指定文化財に指定されている。

## 立地と歴史的景観
甲府盆地の南縁にあたる曽根丘陵の中央部に位置する。南北280メートル、東西180メートルにかけての範囲に分布し、標高は325メートル付近。立石遺跡が立地する曽根丘陵地域は旧石器時代の遺物が出土する地域で、立石遺跡からは関東地方から九州地方に広く分布する姶良Tn火山灰（AT）の降灰面より下位から石器類が出土しており、同時期にあたるAT下位の生活遺跡には富士北麓の一杯窪遺跡（山梨県都留市）や八ヶ岳南麓の横針前久保遺跡（山梨県北杜市）がある。一方、曽根丘陵中央部には弥生後期から古墳時代初頭にかけての方形周溝墓群のある上の平遺跡や宮ノ上遺跡など立石遺跡の弥生時代遺構と同時期の集落遺跡が分布しており、古墳時代には大型古墳が出現するなど甲府盆地の中核地域であった。

## 発掘調査と検出遺構・出土遺物
1980年（昭和55年）に風土記の丘公園建設における道路工事に際して、山梨県教育委員会による発掘調査が行われる。縄文時代前期初頭木島式期の住居跡7軒や縄文中期初頭の住居跡1軒をはじめ、弥生時代後期の住居跡11軒、古墳時代前期の住居跡12軒や方形周溝墓1基、平安時代の住居跡1軒が検出されたほか、黒土帯中から二側縁加工のナイフ形石器など旧石器時代の遺物が出土している。
1988年（昭和63年）にも国道358号の拡張工事に際して、旧東八代郡中道町上向山字北原地点で小規模な発掘調査が行われている。調査区北部の北部ブロック・南部の南部ブロックの二箇所から排土中から旧石器時代の台形様石器2点や削器1点、石核2点、剥片20点や砕片13点の計48点の石器群が出土している。
また、1989年（平成元年）にも発掘調査が行われ台形様石器が出土している。さらに、1993年（平成5年）にも町道工事に際して発掘調査が行われているが、注目される遺構・遺物は見られない。
旧石器時代の遺跡としては、甲府盆地底部にあたる笛吹市・甲州市の釈迦堂遺跡群や八ヶ岳南麓の丘の公園内遺跡群など、それまで個人レベルで行われていた旧石器時代の学術研究が開発による公共事業の増加を受けて本格的な発掘調査が行われるようになった時期にあたる。
出土した石器類は2か所のブロックに集中し、石材は珪質頁岩と泥岩が主体で黒曜石製のものも見られ、石器製作場であったと考えられている。出土層上面に関東地方から九州地方に広く分布する姶良Tn火山灰（AT）の降灰面が確認され、出土石器は横針前久保遺跡とともに南関東地域における立川ローム層第二暗色帯に相当する黒色帯下部にあたる、3万年前の石器群と推定されている。山梨県内においてAT下位から石器群が出土したのは都留市の一杯窪遺跡に続いて二例目となった。
立石遺跡の弥生遺構や宮ノ上遺跡は上の平遺跡から南に位置し、これらは同時期の大規模遺跡であると想定されている。また、上の平遺跡の方形周溝墓群はこれらの集落の共同墓域で、古墳時代の集落も継続して営まれたと考えられている。
現在は畑地で遺構は保存されている。